# Illustratoren Organisation
Die Illustratoren Organisation e. V. (IO) ist der einzige Berufsverband für Illustratoren in Deutschland. Der Verband wurde im Jahr 2002 in Hamburg gegründet und vertritt über 2500 professionell tätige Illustratoren aus dem deutschsprachigen Raum (Stand Mai 2022).

## Aufgaben
Aufgabe und Zielsetzung des Berufsverbandes ist eine angemessene Vergütung für die illustrative Leistung einhergehend mit der Förderung gesellschaftlichen Respekts gegenüber kreativer Tätigkeit und der Schutz der Interessen von Urhebern.
Die Illustratoren Organisation e. V. unterstützt ihre Mitglieder in allen künstlerischen, juristischen und wirtschaftlichen Fragen, die mit der Berufsausübung zu tun haben. Neben der Beratung ihrer Mitglieder zu allen beruflichen Fragen, ist die IO Ansprechpartnerin für Vertreter aus Politik und Gesellschaft und führt Verhandlungen mit Verwerterverbänden.
Mitglied kann werden, wer das Ziel verfolgt, den überwiegenden Teil seines Einkommens aus der professionellen Tätigkeit als Illustrator zu erwirtschaften – unabhängig vom Einsatzgebiet im Bereich Illustration und von Landesgrenzen. Die Website der IO präsentiert die Arbeiten ihrer Mitglieder und ist das größte Online-Portfolio professionell tätiger deutschsprachiger Illustratoren.
Die IO unterstützt die unabhängigen Regionalgruppen in Augsburg, Berlin, Bocholt, Bremen, Darmstadt, Dresden, Düsseldorf, Frankfurt, Fürth, Hamburg, Hannover, Heidelberg/Mannheim, Karlsruhe, Köln/Bonn, Mainz/Wiesbaden, München, Münster, Nürnberg, Potsdam, Stuttgart sowie jene in Wien/Österreich und in Zürich/Schweiz.

## Organisation
Die IO ist Mitglied der Initiative Urheberrecht, des Deutschen Designtags e. V., des Spitzenverbandes Deutscher Kulturrat und des European Illustrators Forum (EIF). Außerdem vertritt sie die Interessen ihrer Mitglieder im Verwaltungsrat der Verwertungsgesellschaft Bild-Kunst sowie im Beirat der Künstlersozialkasse.
Vorsitzender der IO ist seit Mai 2022 der Münchener Illustrator und Grafik-Designer Jürgen Gawron. Der Vorstand setzt sich aus fünf Mitgliedern sowie einem Schatzmeister und einem Schriftführer zusammen. Die Wahl des Vorstands findet alle zwei Jahre im Rahmen der jährlich veranstalteten Mitgliederversammlung statt.
Die Geschäftsstelle der IO befindet sich in Frankfurt am Main. Geschäftsführerin ist Stefanie Weiffenbach.